# Liste der Kulturdenkmäler in Hatzbach
Die folgende Liste enthält die in der Denkmaltopographie ausgewiesenen Kulturdenkmäler auf dem Gebiet des Ortsteils Hatzbach der  Stadt Stadtallendorf, Landkreis Marburg-Biedenkopf, Hessen.
Hinweis: Die Reihenfolge der Denkmäler in dieser Liste orientiert sich an der Anschrift, alternativ ist sie auch nach der Bezeichnung oder der Bauzeit sortierbar.
Kulturdenkmäler werden fortlaufend im Denkmalverzeichnis des Landes Hessen durch das Landesamt für Denkmalpflege Hessen auf Basis des Hessischen Denkmalschutzgesetzes (HDSchG) geführt. Die Schutzwürdigkeit eines Kulturdenkmals hängt nicht von der Eintragung in das Denkmalverzeichnis des Landes Hessen oder der Veröffentlichung in der Denkmaltopographie ab.

Die Liste der Kulturdenkmäler in Hatzbach enthält alle Kulturdenkmäler auf dem Gebiet des Stadtteils Hatzbach in Stadtallendorf, die in der vom Landesamt für Denkmalpflege Hessen 2002 herausgegebenen Denkmaltopographie Landkreis Marburg-Biedenkopf I veröffentlicht wurden.

## Legende
- Bezeichnung: Nennt den Namen, die Bezeichnung oder die Art des Kulturdenkmals.
- Lage: Nennt den Straßennamen und wenn vorhanden die Hausnummer des Kulturdenkmals. Die Grundsortierung der Liste erfolgt nach dieser Adresse. Der Link „Karte“ führt zu verschiedenen Kartendarstellungen und nennt die Koordinaten des Kulturdenkmals.
- Beschreibung: Nennt bauliche und geschichtliche Einzelheiten des Kulturdenkmals, vorzugsweise die Denkmaleigenschaften. In Klammern sollte die Begründung des Denkmalwertes abgekürzt angegeben werden: g = geschichtlich, k = künstlerisch, s = städtebaulich, t = technisch, w = wissenschaftlich.
- Bauzeit: Gibt die Datierung an; das Jahr der Fertigstellung bzw. den Zeitraum der Errichtung. Eine Sortierung nach Jahr ist möglich.

## Gesamtanlage Hatzbach
| Bild            | Bezeichnung           | Lage                                                                              | Beschreibung                    | Bauzeit | Daten |
| --------------- | --------------------- | --------------------------------------------------------------------------------- | ------------------------------- | ------- | ----- |
| Bild gesucht BW | Gesamtanlage Hatzbach | Glockenstraße, Lumpsgasse, Ohrgasse 3–21, 8–14, Wolferoder Straße 5–17, 6–14 Lage |                                 |         |       |
| Bild gesucht BW |                       | Glockenstraße 1 Lage                                                              |                                 |         |       |
| Bild gesucht BW |                       | Glockenstraße 2 Lage                                                              | (nur als Teil der Gesamtanlage) |         |       |
| Bild gesucht BW |                       | Glockenstraße 3 Lage                                                              |                                 |         |       |
| weitere Bilder  | Ev. Kirche            | Glockenstraße 4 Lage                                                              |                                 |         |       |
| Bild gesucht BW |                       | Glockenstraße 6 Lage                                                              | (nur als Teil der Gesamtanlage) |         |       |
| Bild gesucht BW |                       | Lumpsgasse 1 Lage                                                                 | (nur als Teil der Gesamtanlage) |         |       |
| Bild gesucht BW |                       | Lumpsgasse 3 Lage                                                                 | (nur als Teil der Gesamtanlage) |         |       |
| Bild gesucht BW |                       | Lumpsgasse 5 Lage                                                                 | (nur als Teil der Gesamtanlage) |         |       |
| Bild gesucht BW |                       | Lumpsgasse 7 Lage                                                                 | (nur als Teil der Gesamtanlage) |         |       |
| Bild gesucht BW |                       | Ohrgasse 3/5 Lage                                                                 | mit 5 Plastiken im Park         |         |       |
| Bild gesucht BW |                       | Ohrgasse 7 Lage                                                                   |                                 |         |       |
| Bild gesucht BW |                       | Ohrgasse 8 Lage                                                                   | (nur als Teil der Gesamtanlage) |         |       |
| Bild gesucht BW |                       | Ohrgasse 9 Lage                                                                   | (nur als Teil der Gesamtanlage) |         |       |
| Bild gesucht BW |                       | Ohrgasse 10 Lage                                                                  | (nur als Teil der Gesamtanlage) |         |       |
| Bild gesucht BW |                       | Ohrgasse 11 Lage                                                                  | (nur als Teil der Gesamtanlage) |         |       |
| Bild gesucht BW |                       | Ohrgasse 12 Lage                                                                  | (nur als Teil der Gesamtanlage) |         |       |
| Bild gesucht BW |                       | Ohrgasse 13 Lage                                                                  | (nur als Teil der Gesamtanlage) |         |       |
| Bild gesucht BW |                       | Ohrgasse 14 Lage                                                                  | (nur als Teil der Gesamtanlage) |         |       |
| Bild gesucht BW |                       | Ohrgasse 15 Lage                                                                  | (nur als Teil der Gesamtanlage) |         |       |
| Bild gesucht BW |                       | Ohrgasse 17 Lage                                                                  | (nur als Teil der Gesamtanlage) |         |       |
| Bild gesucht BW |                       | Ohrgasse 19 Lage                                                                  | (nur als Teil der Gesamtanlage) |         |       |
| Bild gesucht BW |                       | Ohrgasse 21 Lage                                                                  | (nur als Teil der Gesamtanlage) |         |       |
| Bild gesucht BW | Trafoturm             | Wolferoder Straße Lage                                                            |                                 |         |       |
| Bild gesucht BW |                       | Wolferoder Straße 5 Lage                                                          | (nur als Teil der Gesamtanlage) |         |       |
| Bild gesucht BW |                       | Wolferoder Straße 6 Lage                                                          | (nur als Teil der Gesamtanlage) |         |       |
| Bild gesucht BW |                       | Wolferoder Straße 7 Lage                                                          |                                 |         |       |
| Bild gesucht BW |                       | Wolferoder Straße 8 Lage                                                          |                                 |         |       |
| Bild gesucht BW |                       | Wolferoder Straße 9 Lage                                                          | (nur als Teil der Gesamtanlage) |         |       |
| Bild gesucht BW |                       | Wolferoder Straße 10 Lage                                                         |                                 |         |       |
| Bild gesucht BW |                       | Wolferoder Straße 11 Lage                                                         |                                 |         |       |
| Bild gesucht BW |                       | Wolferoder Straße 13 Lage                                                         |                                 |         |       |
| Bild gesucht BW |                       | Wolferoder Straße 14 Lage                                                         |                                 |         |       |
| Bild gesucht BW |                       | Wolferoder Straße 15 Lage                                                         |                                 |         |       |
| Bild gesucht BW |                       | Wolferoder Straße 17 Lage                                                         |                                 |         |       |

## Einzeldenkmale
| Bild            | Bezeichnung        | Lage                                        | Beschreibung | Bauzeit | Daten |
| --------------- | ------------------ | ------------------------------------------- | ------------ | ------- | ----- |
| Bild gesucht BW |                    | Am Lindenborn 3 Lage                        |              |         |       |
| Bild gesucht BW | Jüdischer Friedhof | Im roten Bach LageFlur: 6, Flurstück: 113/2 |              |         |       |
| Bild gesucht BW |                    | Im roten Bach 4 Lage                        |              |         |       |
| Bild gesucht BW |                    | Kammermühle 1 Lage                          |              |         |       |
| Bild gesucht BW | Drei Eichen        | Wolferoder Straße Lage                      |              |         |       |